# Carlantino
Carlantino – miejscowość i gmina we Włoszech, w regionie Apulia, w prowincji Foggia.
Według danych na rok 2004 gminę zamieszkiwały 1294 osoby, 38,1 os./km².